# Jaguar (komputer)
Jaguar – superkomputer o mocy obliczeniowej 1,759 PFLOPS (wykonujący 1759 bilionów operacji na sekundę), wybudowany przez Cray Inc. i zainstalowany w Oak Ridge National Laboratory w 2009 roku. Od listopada 2009 do listopada 2010 był najszybszym superkomputerem na świecie. W listopadzie 2010 został prześcignięty przez komputer Tianhe-I w Chinach. W 2012 roku Jaguar został przebudowany i wyposażony w układy GPU, tworząc superkomputer Titan o dziesięciokrotnie większej mocy obliczeniowej.

## Budowa
Pierwsza wersja Jaguara, uruchomiona w 2005 roku, była zbudowana z serwerów kasetowych Cray XT3 i miała moc obliczeniową 25 TFLOPS. W kolejnych latach był on wielokrotnie rozbudowywany. Serwery XT3 zastąpiono serwerami XT4, a następnie XT5. W 2009 roku zawierał 18 688 serwerów, w każdym dwa sześciordzeniowe procesory AMD Opteron, co dawało łącznie 224 256 rdzeni. Każdy węzeł posiadał 16 GB DDR2 RAM. Poszczególne węzły łączy rozgwiazda 2+ (SeaStar) router z jednej strony do HT łączy, a z drugiej do innych rozgwiazd.

## Zastosowanie
Jaguar był wykorzystywany do obliczeń naukowych, głównie w ramach programu Innovative and Novel Computational Impact on Theory and Experiment (INCITE). W ramach tego programu różne ośrodki naukowe i przemysłowe mogły zgłaszać swoje projekty na wykorzystanie jego mocy obliczeniowej. Projekty te były recenzowane i najlepszym z nich Oak Ridge Computing Leadership Facility (OCLF) przydzielał czas pracy i zasoby Jaguara. Podobny tryb pracy został przyjęty przez superkomputer Titan.